# Marie-Kosteantînivka, Sofiivka
Marie-Kosteantînivka (în ucraineană Мар`є-Костянтинівка) este un sat în comuna Ordo-Vasîlivka din raionul Sofiivka, regiunea Dnipropetrovsk, Ucraina.

## Demografie
Componența lingvistică a localității Marie-Kosteantînivka
     Ucraineană (93,33%)
     Rusă (6,67%)
Conform recensământului din 2001, majoritatea populației localității Marie-Kosteantînivka era vorbitoare de ucraineană (93,33%), existând în minoritate și vorbitori de rusă (6,67%).